# مرکز خرید گالریا آتاکوی

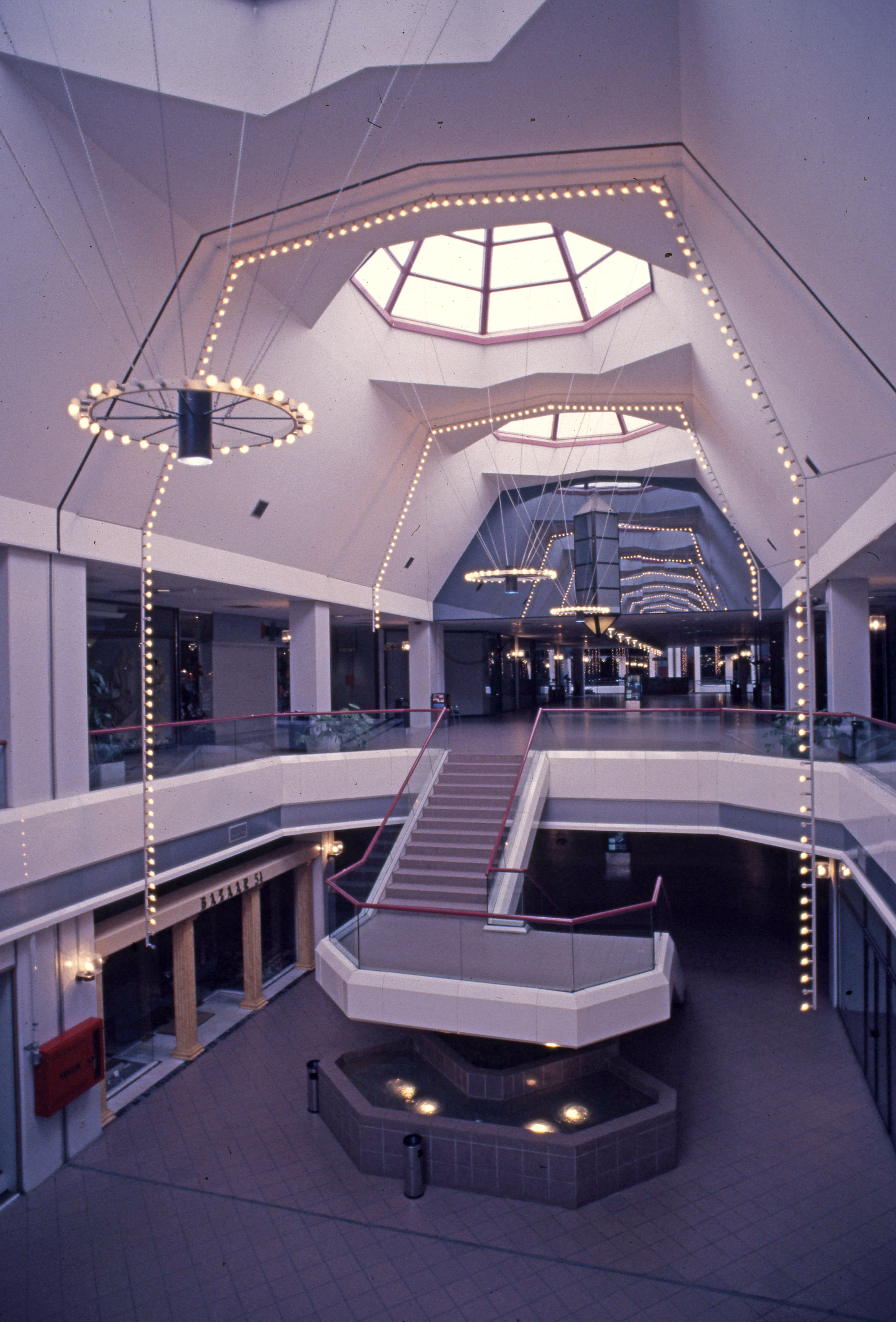
نمای داخلی گالریا آتاکوی

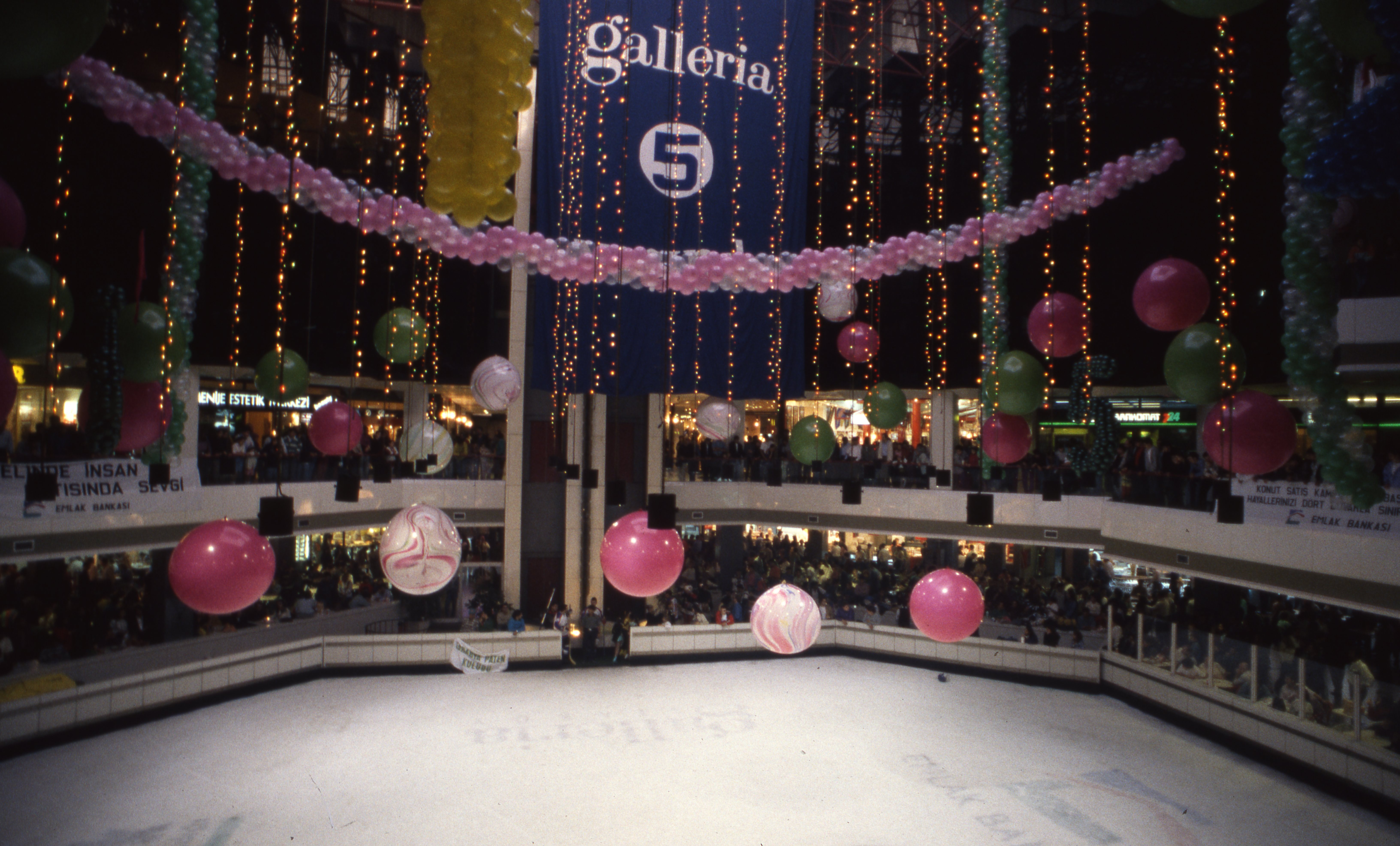
مرکز خرید گالریا آتاکوی

مرکز خرید گالریا آتاکوی (به ترکی استانبولی: Galleria Ataköy)، اولین مرکز خرید مدرن در ترکیه، در حومه غربی منطقه آتاکوی، در شهر استانبول است. این مرکز خرید بنا به توصیه نخست‌وزیر وقت تورگوت اوزال، که از مرکز خرید هیوستون گالریا در هیوستون، تگزاس، ایالات متحده الهام گرفته شده بود، ساخته شد.
گالریا آتاکوی در سال ۱۹۸۸ توسط تورگوت اوزال افتتاح شد.

## تاریخچه
گالریا آتاکوی تغییر چهره ترکیه را در اواخر دهه ۱۹۸۰ شروع کرد و با فروشگاه‌هایی که طیف وسیعی از کالاهایی که اکثراً وارداتی هستند، کافه‌ها و رستوران‌ها، به نمادی از زندگی مدرن استانبول تبدیل شد.
در سالهای اولیه که این مرکز خرید افتتاح شده بود، در تعطیلات آخر هفته‌ها، مردم از سراسر شهر به Galleria می‌رفتند. گالریا به دلیل فاصله نزدیک آن تا مارینا و آتاکوی، برای گردشگران خارجی نیز بسیار محبوب بود. برای چندین سال، گالریا بدون هیچ رقیبی در استانبول بود، اما با افتتاح سایر مراکز خرید در استانبول، این استقبال کمتر شد.

در سال ۱۹۹۰، گالریا توسط شورای بین‌المللی مراکز خرید (ICSC) به دلیل طراحی نقشه‌های پیچیده، ساخت سریع و ویژگی‌های ساختاری منحصربه‌فرد، برجسته‌ترین مرکز خرید جهان شناخته شد.

### نشانی
Sahilyolu, Ataköy - Bakırköy
استانبول